# Ophicrania nigricornis
Ophicrania nigricornis är en insektsart som först beskrevs av Carl Stål 1877.  Ophicrania nigricornis ingår i släktet Ophicrania och familjen Phasmatidae. Inga underarter finns listade i Catalogue of Life.